# Domen
"Domen" (ty. Das Urteil) är en novell av Franz Kafka som skrevs 1912 och publicerades första gången 1913. Den skildrar förhållandet mellan en man och hans far. 

## Handling
Den unge köpmannen Georg Bendemann sitter i sitt rum och skriver ett brev till sin bäste vän i Ryssland. Vännen hade lämnat sin hemstad några år tidigare för att starta en affärsverksamhet som först var framgångsrik, men nu är på nedgång. Georg skriver bland annat för att berätta att han är förlovad och snart ska gifta sig med Frieda Brandenfeld.
Georg avbryter sitt skrivande för att se till sin far. Han talar om för fadern att han just skrivit ett brev till vännen och berättat om det kommande äktenskapet. Fadern ifrågasätter att sonen har en vän i Ryssland och anklagar honom för att ljuga om affärsverksamheten. Han anklagar även Georg att inte sörja sin mors död, så hårt som han själv sörjer sin hustru.
Georg insisterar på att fadern ska ligga kvar i sängen och vila sig, varpå fadern påstår att sonen vill att han ska dö. Därefter medger faderna att han känner sonens vän och anklagar istället Georg för att ha ignorerat honom sedan han flyttade till Ryssland. Fadern uppskattar inte Georgs kärlek och omsorg och hävdar att han kan ta hand om sig själv. Georg drar sig tillbaka, rädd för sin far och hans hårda ord.
Fadern fortsätter anklaga honom för att vara självisk och dömer honom slutligen till "död genom drunkning". Georg lämnar springande sitt hem och vid en bro kastar han sig över räcket i vattnet, sannolikt mot sin död.

## Svenska utgåvor
- Kafka, Franz; Teddy Brunius, Bengt Chambert (1949). I straffkolonin och andra berättelser. Stockholm: Wahlström & Widstrand. Libris 1417122
- Kafka, Franz; Hans Blomqvist, Erik Ågren (2008). I straffkolonin och andra noveller. Lund: Bakhåll. Libris 10712473. ISBN 978-91-7742-284-6